# Diepenbruch
Diepenbruch ist eine Hofschaft in Radevormwald im Oberbergischen Kreis im nordrhein-westfälischen Regierungsbezirk Köln in Deutschland.

## Lage und Beschreibung

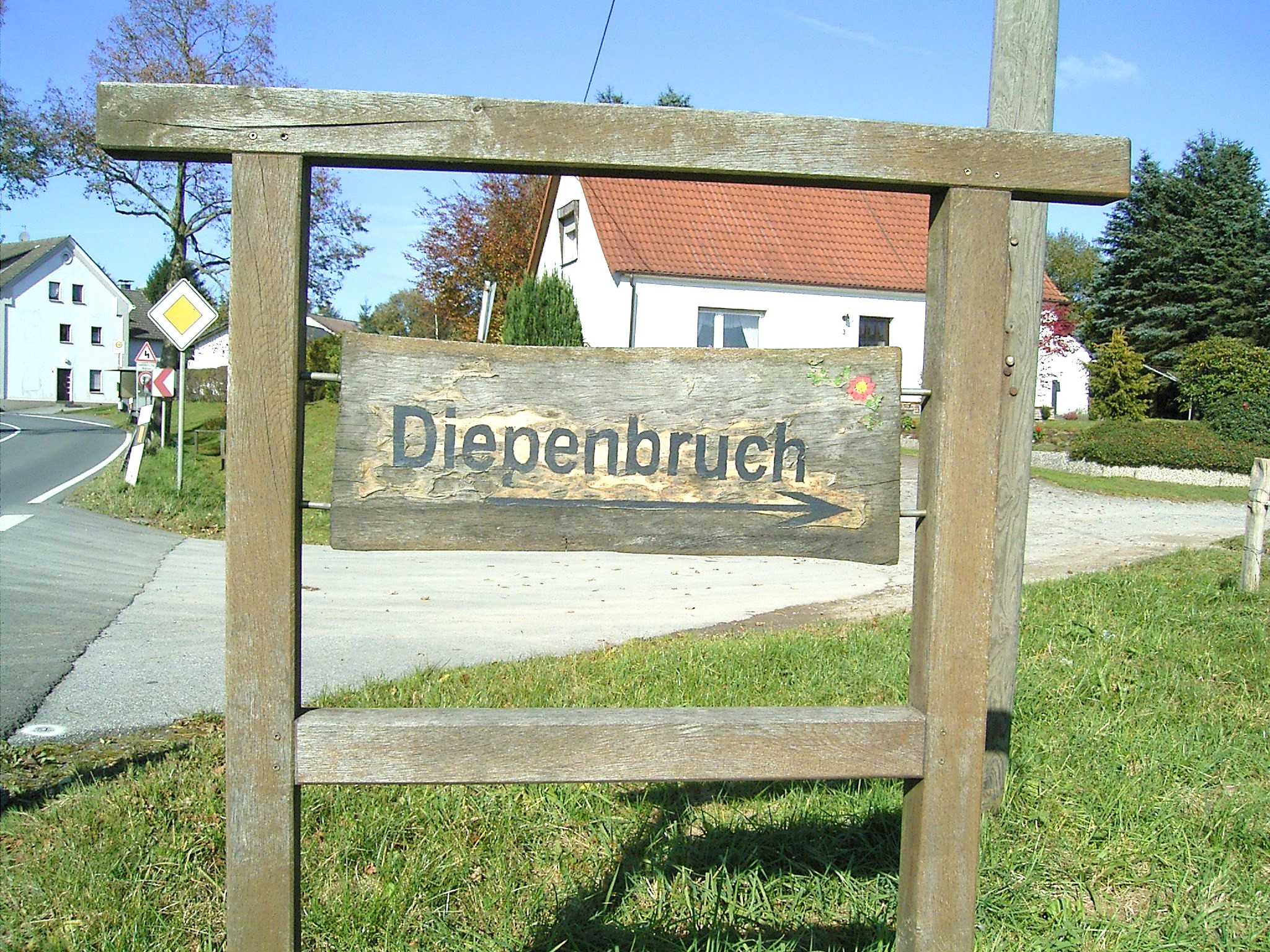
An der B229 in Wintershaus zeigt ein hölzernes Hinweisschild die Richtung nach Diepenbruch an.

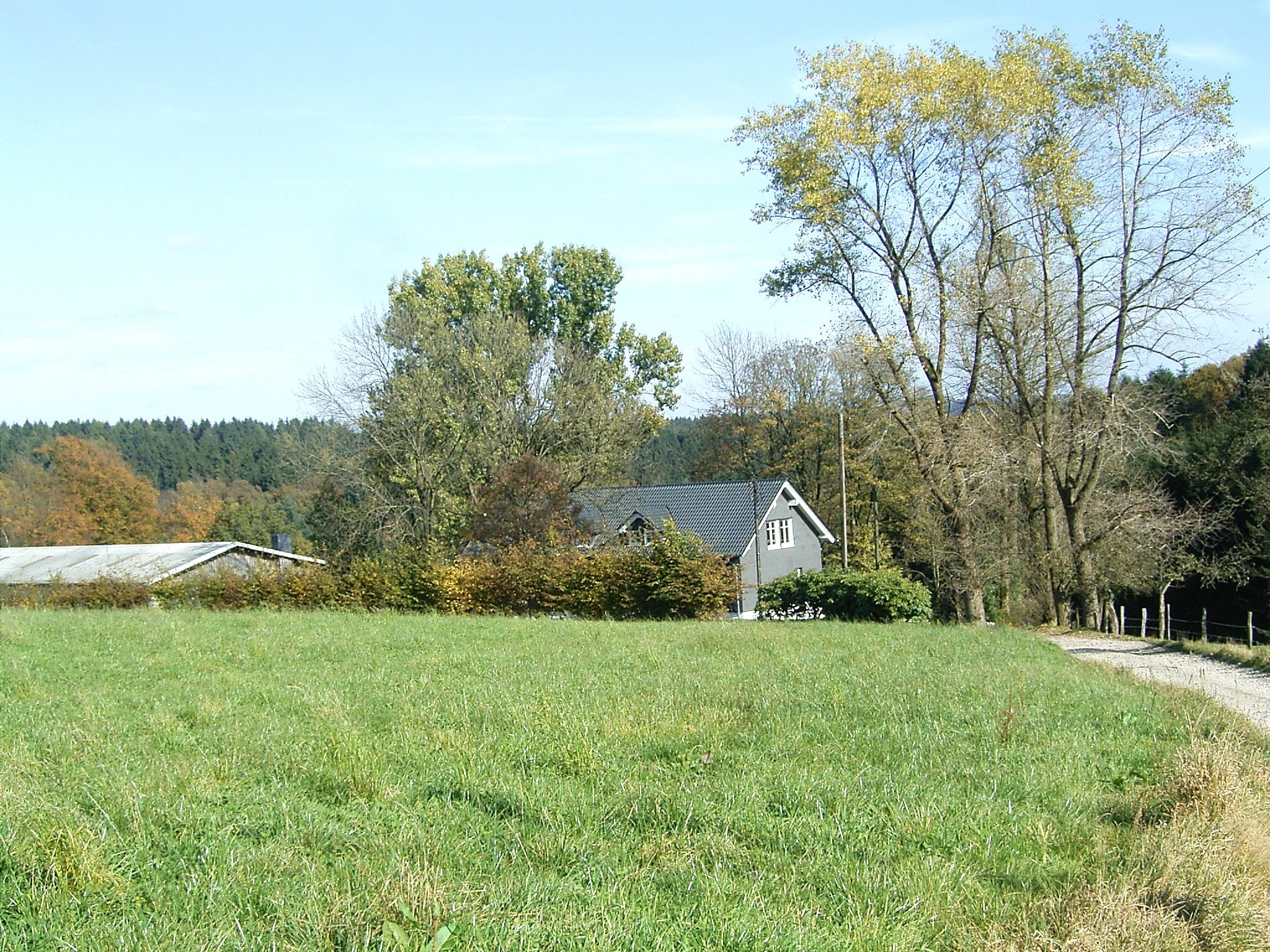
Über eine Sackgasse erreicht man Diepenbruch

Diepenbruch liegt im Osten des Radevormwalder Stadtgebietes an der Stadtgrenze zu Halver. Die Nachbarorte sind Kettlershaus, und Wintershaus. In Wintershaus zweigt eine Sackgasse von der Bundesstraße 229 ab und führt zu dem Wohnplatz.
Nördlich der Hofschaft entspringt ein Nebenbach der „Hartmecke“, welche dann nahe der zur Stadt Halver gehörenden Ortschaft Hartmecke in die Ennepe mündet.
Über die in Kettlershaus gelegene Bushaltestelle der Linie 134 (VRL) besteht Anbindung an das öffentliche Verkehrsnetz.

## Geschichte
Die Ortsbezeichnung Diepenbruch taucht in der offiziellen topografischen Karte von 1892 bis 1894 auf. Zuvor ist die Hofstelle in der Preußischen Uraufnahme von 1840 bis 1843 mit „im tiefen Bruch“ und in der Karte Topographische Aufnahme der Rheinlande von 1825 mit „Brauk“ benannt.